# أرض الوطن (مسلسل)
أرض الوطن (بالإنجليزية: Homeland) هو مسلسل إثارة أمريكي من تطوير هاورد جوردن وأليكس جانزا ومقتبس عن المسلسل الإسرائيلي «أسرى الحرب» (Prisoners of War) لـ جدعون راف.
المسلسل من بطولة كلير دينس بدور كاري ماثيسون وهي ضابطة في وكالة المخابرات المركزية مصابة باضطراب ثنائي القطب، وداميان لويس بدور نيكولاس برودي، رقيب البحرية الأمريكية، ماثيسون تصبح تؤمن بأن برودي، الذي تم الأمساك به من قبل تنظيم القاعدة بينما كان في العراق. قد «تحول» بواسطة العدو وأصبح الآن يمثل تهديداً لأمريكا.
المسلسل يعرض في الولايات المتحدة عبر شوتايم ومن إنتاج FOX 21. عرض لأول مرة في 2 أكتوبر، 2011. تم تجديد المسلسل لموسم خامس (لم يحددوا موعد عرضه).
تلقى المسلسل إشادة عالمية من النقاد، إضافة إلى العديد من الجوائز، من ضمنها جائزة إيمي في فترات الذروة لمسلسل درامي متفوق 2012، وجائزة غولدن غلوب لأفضل مسلسل تلفزيوني - دراما في 2011 و2012، وجائزة إيمي في فترات الذروة لأفضل ممثل رئيسي متفوق في مسلسل درامي وأفضل ممثلة رئيسية متفوقة في مسلسل درامي لداميان لويس وكلير دينس على التوالي.

## الممثلون
- كلير دينس بدور كاري ماثيسون، ضابطة عمليات في مركز مكافحة الإرهاب لوكالة المخابرات المركزية. هي تعاني من اضطراب ثنائي القطب وهي الوحيدة التي تؤمن بأن برودي أرهابي.
- داميان لويس بدور نيكولاس برودي، عضو في الكونغرس الأمريكي ورقيب متقاعد في المدفعية البحرية الأمريكية. تم انقاذه بواسطة قوة دلتا بعد احتجازه من قبل تنظيم القاعدة كأسير حرب لمدة ثماني سنوات.
- ماندي باتينكين بدور سول بيرينسيون، رئيس شعبة الشرق الأوسط في وكالة المخابرات المركزية ومدرب كاري القديم ومعلمها.
- مورينا باكارين بدور جيسيكا برودي، وهي زوجة نيكولاس التي تعاني للتأقلم مع عودته لها.
- ديفيد هاروود بدور ديفيد إستيس (الموسم 1-2)، مدير مركز مكافحة الإرهاب لوكالة المخابرات المركزية.
- دييغو كلاتينهوف بدور مايك فابر، رائد في البحرية الأمريكية، كان صديق برودي المفضل، الذي أفترض أن برودي مات عند أختفائه، فبدأ علاقة مع زوجة مع زوجته جيسيكا.
- نافيد نيغبان بدور أبو نذير (الموسم 1-2)، عضو رفيع المستوى في تنظيم القاعدة.
- جيمي شيريدان بدور وليام والدن (الموسم 1-2)، نائب رئيس الولايات المتحدة، والمدير السابق لوكالة الاستخبارات المركزية.
- جاكسون بيس بدور كريس برودي، أبن برودي.
- مورغان سايلور بدور دانا برودي، أبنة برودي.

## الاستقبال

### قضايا جدلية
في أكتوبر/تشرين الأول 2012، قيل إن الحكومة اللبنانية تخطط لمقاضاة منتجي المسلسل، بسبب التمثيل السيئ لشارع الحمرا في بيروت، لبنان. على وجه التحديد، في الحلقة الثانية من الموسم الثاني «بيروت عادت»، تم عرض الشارع كزقاق ضيق وبه ميليشيا تتجول وترتبط بنشاط إرهابي. في الواقع، تقول الحكومة اللبنانية أن الشارع مركز عصري وصاخب للمقاهي والحانات. قال وزير السياحة فادي عبود إنه سيتخذ إجراءً قانونياً بشأن تلك «الأكاذيب»، قائلاً: «تعد بيروت واحدة من أكثر العواصم أمناً في العالم وأكثر أمناً من لندن أو نيويورك». وعلى الرغم من أن مخرج المسلسل جدعون راف، هو إسرائيلي، وبالتالي ممنوع من دخول لبنان، احتج عبود على تصوير الحلقات في إسرائيل بدلا من لبنان.
تم انتقاد أعمال راف، بما في ذلك أرض الوطن، لتصويرها السيئ للمسلمين. كتب بيتر بومونت من صحيفة الجارديان عن تصوير المسلمين في المسلسل: «المسلمون البارزون الذين يعيشون في الولايات المتحدة يتقاسمون سراً: سواء عن طيب خاطر أو غير ذلك، فهم مساعدون سريون لأبو نظير، زعيم تنظيم القاعدة الإرهابي. وبعبارة أخرى، لا يهم ما إذا كانوا أغنياء وذكيين ويتمتعون بأسلوب حياة غربي أو جذابين: كلهم يجب أن يكونوا مشتبها بهم.» كتب محمد زاهر في بي بي سي عربي: «لا يوجد مسلسل عبّر عن مقولة الرئيس الأمريكي الأسبق جورج بوش الابن» إما أن تكون معنا أو مع الإرهابيين«مثل» هوملاند«، الذي ظهر فيه المسلمون على أنهم إما إرهابيون أو راغبون في التعاون مع السلطات الأمريكية.» ووصف المسلسل بأنه «أثبت أنه من بين أكثر الأعمال الدرامية تعصبا على شاشة التليفزيون، فبجانب جمعه لكل الصور النمطية السلبية التي يمكنك تصورها عن المسلمين، فقد بلغ حد الحديث عنهم، على أنهم خطر خفي يهدد الأمريكيين». في مقال لـ صالون، وصفت ليلى العريان المسلسل بأنه أكثر مسلسل إسلاموفوبي على شاشات التلفزيون، واتهمته بتصوير المسلمين في ضوء مفاهيم التبسيط وكمجموعة متجانسة ذات عقلية واحدة هدفها الوحيد هو إيذاء الأمريكيين، وبناء شخصية برودي بدرجة كبيرة على «علم النفس الزائف الذي لن يستطيع سوى جمهور معتاد على معاداة العرب والإسلاموفوبيا في وسائل الإعلام لدينا أن يجده منطقيا». كما تنتقد المسلسل لإثارة هستيريا «تسلل» المسلمين للولايات المتحدة؛ ضعف إتقان أبسط أجزاء اللغة العربية؛ تحريف الثقافة الإسلامية والعربية؛ وتبسيط سياسات المنظمات الإسلامية المتشددة، على سبيل المثال من خلال دمج الجماعات التي في الواقع هي خصوم لبعضها البعض.
تحدى مقال نشر في ذا أتلانتيك من قبل يائير روزنبرغ انتقادات العريان، بحجة أنها قد فاتها ما جعل من المسلسل ذا قيمة، وهو أنه لم يكن تحية للجيش الأمريكي وللتكتيكات العسكرية والتكتيكات بشأن الحرب على الإرهاب ولا تصوير أبيض-أسود للأميركيين الصالحين مقابل المسلمين الشريرين، ولكنه مسلسل يتحدى تحيزات مشاهديه بدلاً من تأكيدها. بالمثل، أكد زاك نوفيتسكي أن انتقادات العريان كانت نتيجة لامتلاك المسلسل «ما يكفي من العمق والطبقات التي تعطي شخصا ما إمكانية أن يقوم بتفسير غير دقيق تمامًا لما يدور حوله المسلسل» 
ترى المعلقة على شؤون الشرق الأوسط راشيل شابي أن تصوير أرض الوطن للسياسة الخارجية الأمريكية في الشرق الأوسط هو مجرد دفاع عن آراء أنصارها وداعميها، وأن المسلسل يقوم بعرض حتى العنف ضد المدنيين من قبل الولايات المتحدة على أنه «أعمال لازمة لملاحقة جرائم أسوأ بكثير».
قال خبير السياسة في الشرق الأوسط فواز جرجس لـ TheWrap، «أرض الوطن سام لأي محاولة لسد الفجوة بين البلدين [الولايات المتحدة وإيران]».
في تقرير صدر عام 2014، وجدت منظمة العفو الدولية المعنية بحقوق الإنسان مستويات عالية نسبياً من الدعم الشعبي للتعذيب في الولايات المتحدة وبريطانيا، ويعزى ذلك جزئياً إلى تمجيد التعذيب المزعوم في برامج تلفزيونية شعبية باللغة الإنجليزية مثل 24 وأرض الوطن.
في أكتوبر 2015، تم اختيار ثلاثة فنانين جرافيتي لإضافة كتابات على الجدران في حلقة من حلقات الموسم الخامس (لتصوير مخيم للاجئين على الحدود اللبنانية السورية) وذلك لإضافة «أصالة» إلى المشاهد، كتب الفنانون بدلاً من ذلك شعارات تتهم المسلسل بالعنصرية.

## وصلات إضافية
- الموقع الرسمي
- Homeland في قاعدة بيانات الأفلام العربية
- أرض الوطن على موقع IMDb (الإنجليزية)
- أرض الوطن على موقع ميتاكريتيك (الإنجليزية)
- أرض الوطن على موقع الموسوعة البريطانية (الإنجليزية)
- أرض الوطن على موقع روتن توميتوز (الإنجليزية)
- أرض الوطن على موقع نتفليكس (الإنجليزية)
- أرض الوطن على موقع أول موفي (الإنجليزية)
- أرض الوطن على موقع فيلمافينيتي (الإسبانية)
- أرض الوطن على موقع كينوبويسك (الروسية)
- أرض الوطن على موقع ألو سيني (الفرنسية)
- أرض الوطن على موقع قاعدة بيانات الفيلم (الإنجليزية)